# Calypogeia asakawana
Calypogeia asakawana là một loài rêu trong họ Calypogeiaceae. Loài này được Inoue mô tả khoa học đầu tiên..